# Arta populară a comunei Racovița
Acest articol dezvoltă o secțiune Arta populară a comunei Racovița a articolului principal, comuna Racovița, Sibiu.

Față de masă tradițională

Așezarea satului Racovița, la confluența a două zone etnografice distincte, Țara Oltului și Mărginimea Sibiului, și-a pus pecetea și asupra artei populare, deosebit de bogată atât în formă cât și în conținut. Cu excepția arhitecturii populare, astăzi nu sunt cunoscute componentele manifestărilor artistice ale localnicilor, anterioare înființării graniței militare.
Expulzarea localnicilor în 1765 și popularea satului pe parcursul a mai multor decenii cu elemente aduse de pe întreg teritoriul Transilvaniei, a atras după, cum era și firesc o restructurare capitală și în domeniul artei populare. Fiecare nou venit a adus cu sine elementele culturii materiale și spirituale ale ținutului de baștină, elemente ce s-au contopit ulterior într-un tipar comun, o sinteză a tot ce a fost mai valoros, o artă populară îmbogățită și cizelată pe parcursul anilor de creatori locali rămași anonimi.
Nume de creatori populari racoviceni au rămas doar din a doua jumătate a secolului al XIX-a, cum sunt: Elena Murărescu, Emilia Urs, Maria Limbășan, Maria Ignat, Maria Stoica, Maria Balea, Paraschiva Cândea, Paraschiva Lupea, Maria Fogoroș, Ana Fogoroș, Ana Stoichiță, Rafira Fogoroș, Emilia Fogoroș, Victoria Sălăgean și multe altele. Se remarcă pe lângă cele enumerate, Eva Sârbu, ale cărei realizări au ajuns în faza republicană a festivalului național „Cântarea României” .

## Țesături și albituri

### Piese pentru uzul gospodăresc
- Chindeul(ștergar):

Chindeul pentru mâini se confecționează din pânză în două sau patru ițe cu o ornamentație simplă: "vărgi"(dungi) uniforme realizate în roșu sau negru, în tot câmpul sau numai la capete.
Chindeul pentru față se face din pânză la care băteala o constituie firele de bumbac, cu ornamente mai bogate decât semenul său de mai sus, în special la capete, unde se întâlnesc ciucuri rezultați din țesătură sau pur și simplu aplicați. Ambele variante își au locul în încăperea unde se realizează spălatul, ele fiind înlocuite astăzi cu piese de serie, cumpărate din comerț.
Chindeul pentru vase este destinat ștergerii veselei, el fiind făcut din pânză la care băteala o formează firele obținute din "câlți" sau "feștile".
- Desagii, îndeplinind doar un rol funcțional, cei "de zi de lucru" se confecționează din pânză de cânepă, cu ornamente simple, realizate prin "încernirea" unor fire de băteală, rezultând "vărgi" înguste, roșii sau negre. Confecționați pentru capacități până la cinci "feldăre", desagii se întrebuințează pentru transportul diferitelor produse necesare în gospodărie ca: "bucate", verdețuri, lână, fructe, fasole etc. Desagii "de duminica" se confecționează din pânză țesută "în ochiuri" sau "în furculiță", motiv pentru care mai sunt cunoscuți și sub numele de desagi "suveicați". Urzeala lor este din lână sau bumbac colorat, iar băteala din lână colorată diferit, predominând roșul. La sfârșitul secolului al XX-lea se confecționau desagi și din țesătură de covoare, ambele tipuri fiind folosite la transporturi în afara localității sau prilejuite de anumite evenimente mai însemnate în sânul comunității. Foile de țesătură necesare confecționării desagilor se cos între ele cu "cheiță", peste care, uneori, se prind "colțișori". La gură, desagii se leagă cu "barte" colorate, confecționate din cânepă sau lână.
- Gluga, a fost folosită în trecut doar de către păstori. Această piesă arhaică a dispărut din inventarul gospodăresc racovicean. Ea era făcută din țesătură destinată "țolurilor"(hainelor) din lână, cu o croială deosebit de simplă, putând fi considerată ca strămoașa pelerinei de astăzi. O glugă de aceeași croială însă confecționată din pănură albă, era nelipsită din recuzita ceremonialului nunții, ea servind "glugarului" pentru transportarea darurilor cuvenite părinților și fraților miresei[3].

Țesătură cu vărgi folosită mai mult la covoare. Culoarea verde a început să fie folosită după primul război mondial, anterior fiind considerată "neromânească".

*Merindarea, numită în alte zone ale țării "cârpă de bucate", se folosește pentru acoperirea vaselor în care se păstrează diferite alimente, a "țâchirilor"(coșurilor) în care se transportă merindele pe câmp, la "învăluitul"(învelitul) alimentelor puse "în straiță" sau ca față de masă în afara locuinței. De dimensiuni mici(50 cm x 50 cm), "merindările" se confecționează din pânză "de cu-n fir ", ornată cu vărguțe realizate cu arnici negru sau roșu.
- Sacii, se confecționează din pânză de cânepă "în patru ițe ", cu urzeală din "stupă" și băteală din "câlți" sau "feștile". De obicei, pânza destinată sacilor nu se orna. Dacă totuși aceasta se făcea, ornarea consta din vărgi înguste orizontale sau verticale, realizate cu fire de lână vopsite în diferite culori. Din motive de ordin practic, pe saci se brodează inițialele numelui proprietarului și, eventual, numărul casei, cu lână colorată. Având capacități de cinci sau șase feldăre, sacii sunt răspândiți prin toate gospodăriile, unii locuitori având în trecut până la 60 de astfel de piese. În ei se transportă diferite produse agricole, otavă, fructe etc, sau se păstrează făina pentru uzul cotidian. Ca și desagii, sacii se cos "peste muchie" sau "cu cheiță", la gaură fiind prevăzuți cu "băieri" din cânepă, lână, "bas"("sfoară de Manila") sau chiar rafie. În prezent, sacii tradiționali sunt folosiți tot mai rar, locul lor luându-l cei produși pe scară industrială, din iută sau polietilenă. Se pot menționa, aici, și "săculețele", ghiozdanele școlarilor de odinioară, confecționate din pânza destinată "țolurilor roșii".

Straiță de duminica,
Confecționată de Emilia Urs în anii 1960

- Traista, numită local "straiță ". Ea era indispensabilă într-o gospodărie, definind prin excelență pe țăranul de odinioară, de unde a primit și epitetul peiorativ, ieșit de altfel din uz, folosit la adresa acestuia: " neam de straiță ". Ca și în cazul altor piese, și aici se deosebesc pisele "de purtare" și "de duminica". Din prima categorie fac parte următoarele:
  - Traista în care se dădea "boane"(boabe) la cai;
  - Traista în care "cosacii"(cosașii) își țineau uneltele: ciocanul, "nocovana"(nicovala), gresia etc;
  - Traista păstorilor, în care aceștia își duceau mâncarea;
  - Traista "pădurarilor", purtată pe "topărâștea"(coada toporului) securii sau agățată de jug sau de capătul "loitrii".

Toate acestea se confecționau din pânză albă fără nici un fel de ornamente. De tip mai "evoluat" al traistei "de zi de lucru", este cel confecționat din pânză urzită cu "stupă", fuior sau bumbac, ca băteală fiind folosite aceleași fire, vopsite însă în diferite culori, cu ajutorul cărora se realizează vărgi ornamentale destul de simple. Ea este folosită la transportul merindelor, a unor cantități mai mici de alimente, legume, fructe etc.
Spre deosebire de surata ei, traista "de duminica", are urzeala din lână sau bumbac alb, adesea și vopsit în galben sau negru, iar băteala din lână vopsită în diferite culori. Țesătura se realizează în trei sau patru ițe, rezultând modele descrise ca: "în tăblițe", "în ochiuri" etc., sau în tehnica numită "în ițișoare", folosindu-se în acest scop un număr sporit de ițe. În prezent cunosc o largă răspândire așa zisele traiste țesute "în(cu) năvăditură", care au în loc de baieră mânere rotunde din lemn, asemenea sacoșelor orășenești.
Traistele "de duminica" se închid cu cheiță simplă, dublată uneori de "colțișori" mono sau policromi. Pe marginea lor se prind ciucuri de lână sau chiar "colți" de diferite modele. Băierile traistelor se confecționează din fire de cânepă sau lână răsucite, sau din "bente" țesute din același material. Ele se folosesc pentru transportarea cumpărăturilor de volum mic, a "plocoanleor" la botezuri sau nunți etc.
De subliniat rămâne faptul că traista tradițională racoviceană, ca și desagii, țolurile sau alte piese de uz casnic, de port sau de podoabă, prezintă particularități cromatice, de croi, de compoziție etc., care le deosebesc net de cele similare produse în satele din jur, fenomen frecvent de altfel și în alte zone etnografice ale țării.

## Țesături și alesături pentru împodobirea interiorului
Piesele de artă populară de acest gen îndeplinesc un important rol decorativ, fiind așezate pe pereții interioarelor, pe piesele de mobilier, pe culme sau la grindă, diferențiindu-se atât prin funcționalitate și formă cât și prin compoziția cromatică și ornamentală. În totalitatea lor, ele reprezintă zestrea cea mai bogată a creației artistice racovicene, oglinda vie a simțului și gustului pentru frumos al colectivității.
Diversitatea și bogăția lor artistică rezultă atât din folosirea unor tehnici diferite de țesut, mereu mai evoluate și perfecționate, cât și din natura și structura materialelor folosite. Un plus de strălucire, deloc neglijabil, îl conferă acestora și cromatica, mereu mai vie după primul război mondial, când alături de culorile de bază ca: roșul, negrul, albastrul și galbenul, apar altele complementare ca: verdele, "roza", violetul, "cormojîiul" etc. La toate acestea se adaugă ornamentația din ce în ce mai bogată, constând dintr-o variată combinație de motive florale, astrale, geometrice sau zoomorfe, ca: trifoiul, brăduțul, trandafirul, ruja, coprina etc., singulare sau în buchete ori ghirlande, steluțe și sori, romburi, "strîmbulețe", "cornul berbecelului", păunul, cocoșul, porumbelul, cerbul etc., în alternanță cu vărgi în diferite tonuri și dimensiuni.

### Țesături și alesături pentru împodobirea pereților

Chindeuț / Milieu tradițional

- Covorul, precedat de așa zisul "țol de părete", a apărut relativ târziu în interiorul racovicean, el fiind folosit și la împodobirea căruțelor cu nuntași, precum și a cailor "călărașilor", ca "țol de pat", ca față de masă etc. În faza de debut, el a fost țesut în două ițe, având ca urzeală ața neagră, iar ca băteală, lâna colorată în bordo sau maro. Compus din una sau din două foi, el avea o ornamentație realizată fie prin vărgi înguste, repetate de la un capăt la altul al țesăturii, reluând mereu o anumită gamă de culori, fie prin motive florale sau geometrice realizate cu fir de "diamant"(lână de calitate superioară), intercalate între acestea sau grupate în jurul unui motiv floral central. I-a urmat covorul anilor 1930-1940, țesut în întregime din lână, în tehnica "ițișoarelor" sau "cu ghemuțul", cu precădere pe fond galben, rezultând așa zisa țesătură "în tăblițe". El este folosit acum și ca acoperământ pentru pat, ca față de masă etc, fiind confecționat din una sau chiar mai multe foi.
- Chindeul, ca piesă de podoabă, lung uneori până la trei metri, mărginește ferestrele, icoanele, oglinda, tablourile etc., fiind făcut dintr-o singură foaie, în patru ițe, cu urzeală din bumbac alb, iar băteala din arnici colorat, de diferite culori. În câmp, ornamentația sa se reduce la cunoscutele vărgi, iar spre capete la alesături în care predomină elementele florale ca: trandafirul, ruja, coșul cu flori, sau zoomorfe, ca: "peunul"(păunul), corbul, porumbelul, cerbul etc. La capete, chindeul este prevăzut cu ciucuri bogați, scoși din urzeală, confecționați în diferite tehnici și de o cromatică diversă.
- Păretarul, de influență săsească, începând cu primele decenii ale secolului al XIX-lea, în interioarele țărănești au început să apară ca obiecte de "podoabă"(??) așa zisele "pânze" de pus pe pereți, "tipărite", procurate de prin târguri, pe care gospodina le broda, rezultând scene idilice, cu îndrăgostiți, fluturi, flori sau mielușei, având și "legendă", de genul: 
  - Nu-i trandafir fără spin, nici viață fără suspin
  - Bucate bune-am gătit, pentru soțul meu iubit
  - La fântână, la izvor, se-ntâlnește dor cu dor

Tot din această categorie fac parte și "pânzele" care au brodate pe ele versete din Biblie, întâlnite mai frecvent în interioarele adepților cultului baptist.
- Căpătâiul este o piesă de podoabă țesută în patru ițe, cu urzeala din bumbac alb și băteala din bumbac colorat, care se punea pe culme sau chiar pe grindă. Partea invizibilă a piesei se orna numai cu vărguțe negre, iar pe cea vizibilă, cu flori "suveicate" sau realizate "cu ghemulețul". Un anumit tip de căpătâi, mai înflorat, se folosește frecvent la împodobirea "perinilor" cu care se gătește patul din "casa de dinăinte".
- Merindarea, numită în alte regiuni ale țării "ștergar de grindă", "ștergar de culme" sau chiar "chindeuț", este o piesă de podoabă de dimensiuni relativ mici, care se prinde fie pe culme sau grinzi, alături de căpătâie, fie pe pereți, în formă de fluturi, singulare sau încadrând piese de ceramică, tablouri, fotografii etc. La urzeala lor se folosește bumbacul alb, iar drept băteală, arniciul colorat. În funcție de ponderea cromatică, se deosebesc:
  - Merindările roșii, folosite pentru împodobirea peretelui frontal al încăperilor.
  - Merindările oacheșe, mai sobre, folosite pe pereții laterali.

Ambele tipuri se lucrează"cu speteaza", câmpul lor alb fiind vărgat cu alesături în diferite modele și nuanțe cromatice. De marginea merindărilor se prind "colți" sau "cipcă", iar la capete ciucuri colorați.
- Perdeaua. Cu scopul practic de a feri interiorul încăperilor de ochii trecătorilor de pe uliță, strămoșul perdelei de astăzi a fost un "țol" sau un "șurț slab"(șorț subțire), de dimensiuni mici, pe măsura ferestrelor caselor de lemn. Mai apoi, o parte din rolul viitoarelor perdele l-a îndeplinit chindeauăle de dimensiuni relativ mari, care încadrau ferestrele din "fundul casei". Timid, după anul 1900, au început să apară perdelele de tip "draperie" numai pentru partea superioară a ferestrelor, confecționate din pânză albă de bumbac, fără alt ornament decât "ajurul" sau "colții" din partea inferioară. Perdeaua, în acceptul de astăzi al cuvântului, "lucrată" mai întâi cu "inglița", a apărut abia prin deceniile trei și patru al secolului al XIX-lea.
- Culmea. Inițial, sub această denumire, se întâlnea prăjina de lemn fixată pe grinzile tavanului, în jurul sobei sau deasupra patului, pe care se agățau sau se puneau hainele la uscat. Într-un stadiu mai evoluat al interiorului tradițional, denumirea a trecut la piesa textilă, cu funcție decorativă, care a fost prinsă de această prăjină, de-a lungul a unuia sau a doi pereți. În forma sa "clasică", culmea se prezenta ca o fâșie îngustă și lungă de până la zece metri, din țesătură de "țoluri roșii " și mai rar din cea destinată confecționării desagilor, prinsă de prăjină cu "cuie de opinci", sau direct pe perete, tot în acest mod. Ornată cu vărgi subțiri, transversale, în tonuri de roșu și negru, pe ea se așezau pe unul sau două rânduri, până la 24 căpătâie, ceea ce-i conferea rolul de piesă de rezistență în ansamblul decorativ al interiorului țărănesc.

### Țesături și alesături pentru acoperirea și împodobirea patului
- Străjacul, confecționat din pânză țesută în două sau patru ițe, cu urzeala din "stupă" și băteala din "câlți", în patru sau șase foi, în funcție de lățimea patului. El îndeplinea și rolul de saltea, în care se umplea cu paie de grâu sau ovăz, iar uneori cu "foi"(pănuși) de cucuruz. Această piesă a dispărut din interiorul țarănesc actual.
- Țolurile. Numite local "țoale ", acestea  se cunosc în două variante distincte în funcție de tehnica în care sunt țesute și după destinație:
  - Țoluri albe, numite și "lepedeauă", de uz zilnic sau numai pentru "gătatul" patului, fără nici un fel de ornamente. Cele de uz zilnic, se țeseau în două sau patru ițe, cu urzeala din fuior sau "stupă", iar băteala din "stupă", "câlți" sau "păcișe". Din două foi se confecționau cele care se așezau pe străjac, iar din trei foi, cele folosite pentru acoperit. Foile se încheiau între ele prin cusătură "peste muche", prin "cheiță" sau "cipcă". La țolurile folosite pentru "gătatul" patului, atât urzeala cât și băteala erau din bumbac alb, pânza respectivă țesându-se "în furculiță". O foaie a lor se așeza peste străjac, iar alta era lăsată să atârne până aproape de "podile"(podea). Acesteia i se atașau " colți" din bumbac alb, de diferite modele și mărimi, sau chiar "cipcă", adesea de cumpărat.
  - Țolurile învărgate, care se foloseau numai la găteala patului și mai rar la împodobirea pereților, într-o singură foaie, în acest caz ele fiind așezate în dreptul patului sau a "lavițelor". După cromatica lor predominantă, se întâlneau "țoluri roșii" și "țoluri oacheșe". Primele aveau urzeala din lână vopsită în albastru, verde, galben etc., predominând roșul. Țesătura se realiza în patru ițe, cu textura "în ochiuri", "în furculiță" sau "suveicată", o piesă fiind formată din trei foi. Pe latura vizibilă, țolurile erau prevăzute cu ciucuri sau "colți". "Țolurile oacheșe" erau carcterizate prin culori mai închise, fiind folosite la acoperirea patului.
- Straiul. Numit în alte părți ale țării, "velniță", straiul, confecționat din două sau trei foi, se folosea atât pentru învelit, ținând locul plapumei, cât și pentru acoperirea patului. De culoare albă și mai rar neagră, el eraa ornat la capete cu vărgi simple și cu ciucuri rezultați din țesătură.
- Pernele. Tradiția orală consemnează că până la începutul secolului al XIX-lea, pernele nu aveau față, dosul lor în care se introduceau paie, fân, otavă sau pene, fiind numai din cânepă, fără niciun fel de ornament. Ulterior, acesta a fost confecționat din materiale procurate din comerț, cu țesătura deasă, pentru a putea reține penele. Fețele de pernă folosite la piesele de podoabă, se țeseau din pânză de bumbac, în patru ițe, în tehnica numită "în ochiuri". Câmpul lor se ornează cu "ștrafe"(vărgi) regulate, de culoare neagră, iar la capete cu alesături policrome, acestea formând așa zisele căpătâie.
- Gătatul patului. Peste străjacul umplut cu paie de grâu, "ca să stea ridicat", se așeza un prim țol de cânepă, ornat cu "colți" mici, urmat de un altul, din lână, învărgat. Peste acesta se așeza iarăși un țol de cânepă, unul de lână și apoi straiul. Peste strai, în trei rânduri a câte trei bucăți pe rând, se așezau "perinile", umplute "fest", cu otavă ca să nu se turtească, cu căpătâiele înspre interiorul încăperii. Între rânduri, se mai așeza câte o "perină", "în dungă", astfel încât prin cromatica deosebit de bogată a pieselor folosite, prin motivele lor ornamentale și prin tehnica de realizare a acestora, patul constituia piesa de rezistență a interiorului tradițional racovicean.

## Cusături tradiționale
- "Unghiuțe", lucrate pe dos, folosite în lungul mânecii la ie.

- "Lunceț de unsprezece" numit și "albină", lucrat în urzeală, fiind folosit pe mâneca iei lângă mreje.

- "Beată", lucrată pe dos pe trei fire, folosită la ie la guler.

- "Măghiranul mare" cusut pentru obinzeli aplicându-se pe partea de jos a mânecii pe încrețitură, lucrat în știpuială și brânelul împletit.

- "Picături" numite "cele crețe", lucrate știlpuit pe două fire, fiind folosite de-a lungul mânecii iei câte două trei rânduri din umăr în jos.

- "Beată urzită și umplută" cu brânel folosit la guler de ie, lucrată pe dos, ducând fiecare fir până la capăt.

- "Sebac", lucrat în rupt, împuns și știpuială, folosit pe mijlocul mânecii iei între "ciocănele".

- Model de cusătură folosită la mâneca cămășii bărbătești, pe tivul de jos, lucrată în cruci pe două fire.

- "Puii cei trufași" folosiți la iile de mireasă, peste umăr, lucrați în cruci pe două fire.

- "Rădașcă sau gândac", folosită ca "râu" pe mânecă la ie, lucrată în cruci pe două fire.

- "Puii cu frunza de vie cea mică", lucrați în toiege și muște pe două fire.

## Galerie creatori populari

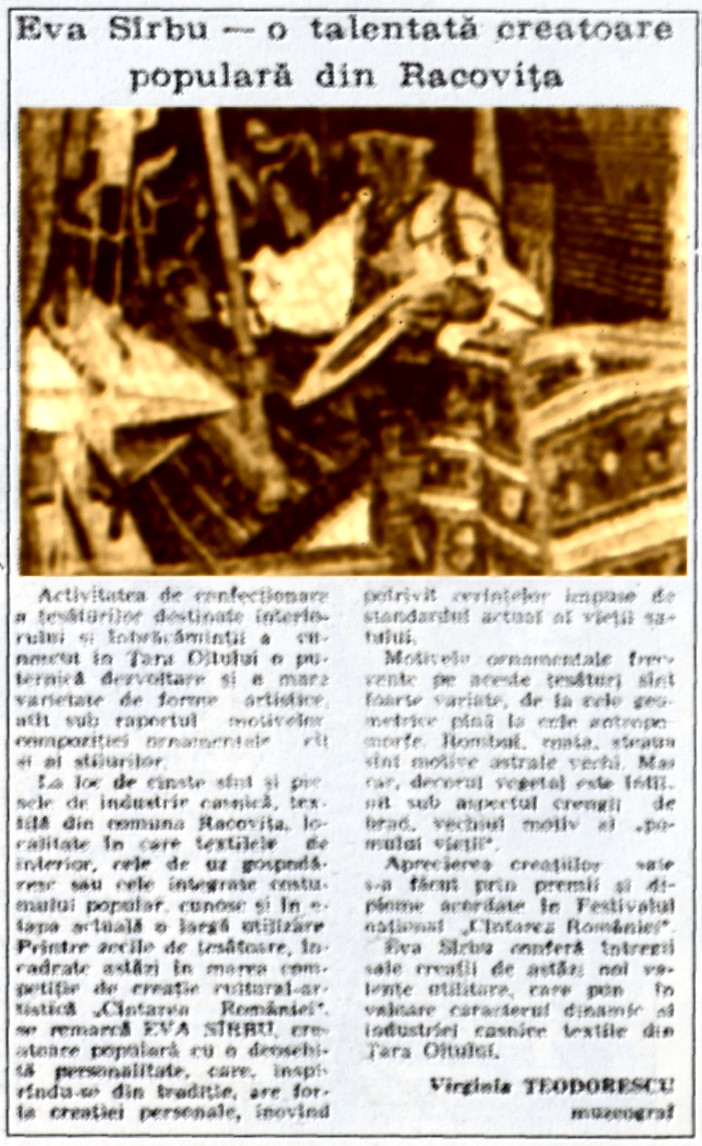
Eva Sîrbu
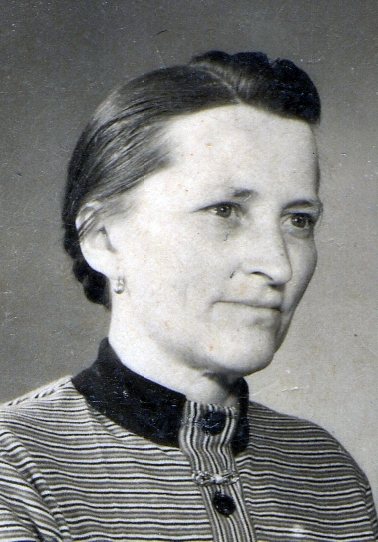
Emilia Urs
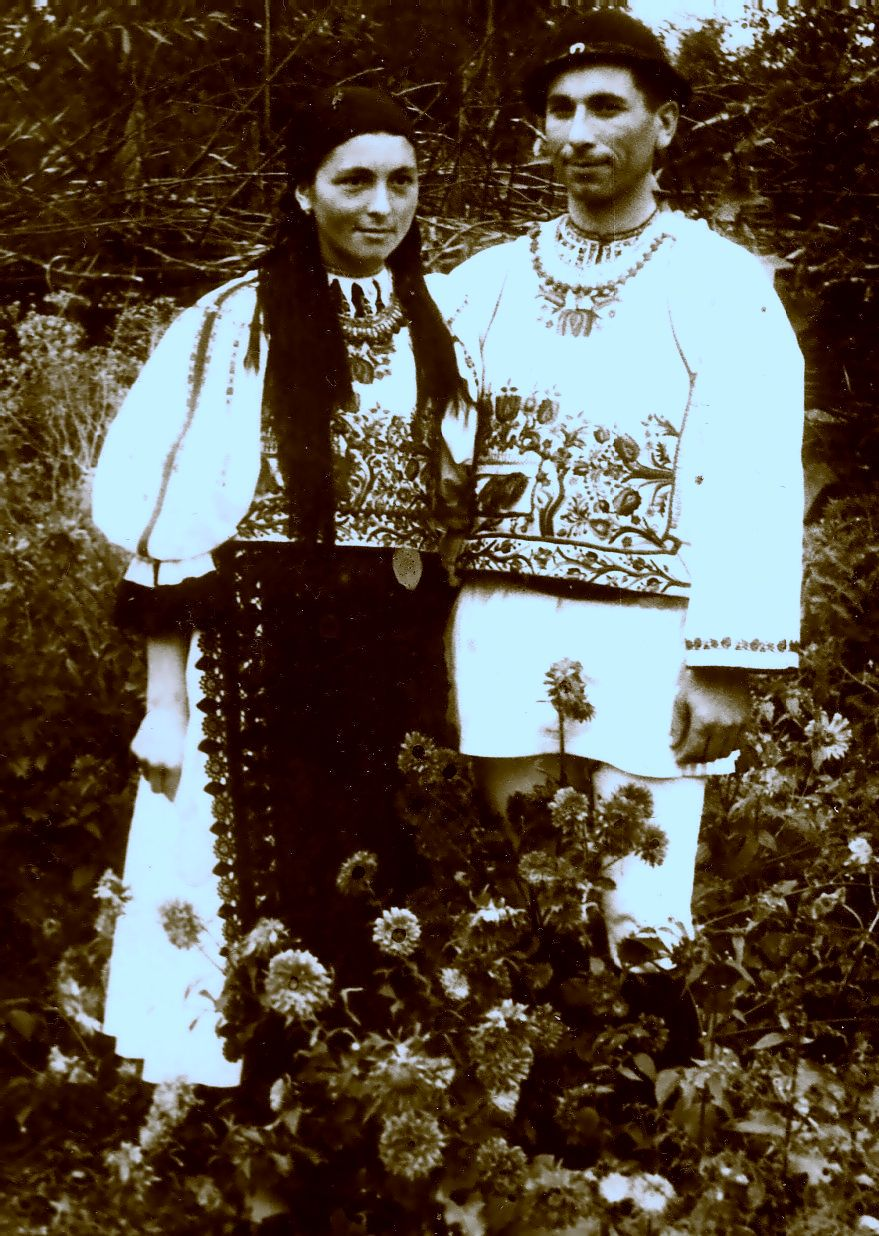
Ana Fogoroș, stânga